# Heliophorus cadma
Heliophorus cadma är en fjärilsart som beskrevs av Doubleday 1847. Heliophorus cadma ingår i släktet Heliophorus och familjen juvelvingar. Inga underarter finns listade i Catalogue of Life.